# انجمن فیلم‌برداران آمریکا
انجمن فیلم‌برداران آمریکا (انگلیسی: American Society of Cinematographers (ASC))؛ یک سازمان آموزشی، فرهنگی، و حرفه‌ای است که در سال ۱۹۱۹ تأسیس شد. ساختار این انجمن سندیکایی یا صنفی نمی‌باشد و اعضای آن تنها با دعوت از میان مدیران فیلم‌برداری و کارشناسان جلوه‌های ویژه سینمایی معتبر و برجسته در صنعت فیلم افزایش یافته است.
اعضای انجمن می‌توانند از حروف اختصاری ای.اس.سی. (A.S.C.‎) پس از نام خود استفاده کنند. عضویت در ASC به یکی از بالاترین افتخاراتی که یک فیلمبردار حرفه‌ای می‌تواند داشته باشد، مبدل شده است. ای‌اس‌سی در حال حاضر ۳۴۰ نفر عضو دارد.
پیشینهٔ انجمن به باشگاه دوربین سینما در نیویورک برمی‌گردد که توسط آرتور سی. میلر، فیل روزن و فرانک کوگلر تأسیس شد.
این سازمان از ۱۹۲۰ اقدام به انتشار مجلهٔ امریکن سینماتوگرفر نمود که تا به امروز نیز منتشر می‌شود. این مجله بر موضوع تصویربرداری، تصاویر فیلم‌ها و از جمله مصاحبه با فیلم‌برداران و اطلاعات فنی در این زمینه تمرکز دارد.

## اعضای مؤسس
- فیل روزن
- هومر اسکات
- ویلیام سی. فاستر
- ال.دی. کلاوسون
- یوجین گائودیو
- والتر ال. گریفین
- روی اچ. کلافکی
- چارلز روشر
- ویکتور میلنر
- جوزف اچ. آوگوست
- آرتور ادسون
- فرد لی‌روی گرانویل
- جی.دی. جنینگز
- رابرت اس. نیوهارد
- ال. گای ویلکی